# Lauren Kate

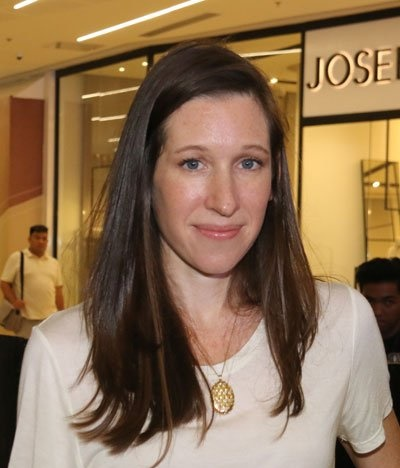
Lauren Kate (2017)

Lauren Kate (* 21. März 1981 in Dallas, Texas), mit bürgerlichem Namen Lauren Morphew, ist eine US-amerikanische Autorin, die vor allem für ihre Jugend-Fantasyromane der Fallen-Reihe bekannt ist.

## Leben
Lauren Kate wurde als Lauren Velevis in Dayton, Ohio geboren und wuchs in Plano, Texas auf. Sie erwarb einen Bachelor in Creative Writing und Französischer Literatur an der Emory University in Atlanta und arbeitete anschließend als Kinderbuchlektorin bei HarperCollins in New York. 2009 erwarb sie einen Master in Creative Writing an der University of California in Davis.
Während ihres Studiums in Davis lernte sie den Künstler und späteren Hochschullehrer Jason Morphew kennen, mit welchem sie seit 2009 verheiratet ist. Beide leben mit ihren zwei gemeinsamen Kindern in Los Angeles.

## Werk
Zu Beginn ihrer Karriere schrieb Kate vor allem Jugendromane. Obwohl diese Werke primär der Fantasy zugerechnet werden, war Romance von Anfang an das zweite wichtige Genre ihrer Werke. Ihr Debütroman Das böse Spiel der Natalie Hargrove erschien 2009.
Ebenfalls 2009 erschien Engelsnacht, der erste Band der Fallen-Reihe. Die Inspiration zu Engelsnacht gab ihr laut eigenen Angaben ein Bibelvers, in welchem „die Söhne des Himmels herunterschauen und schöne Wesen auf der Erde sehen“. Noch im gleichen Jahr erwarb Disney die Option auf die Filmrechte zum Roman. Engelsnacht erreichte Platz 1 der New York Times-Bestsellerliste und verkaufte sich bis 2017 über 3 Millionen Mal. Mit Engelsmorgen, Engelsflammen und Engelslicht folgten im Jahrestakt drei weitere erfolgreiche Romane, welche  hohe Platzierungen in internationalen Bestsellerlisten erreichten.
2012 erschienen zudem die Novellensammlung Engelszeiten, welche die Hintergrundgeschichte der Hauptfiguren im Mittelalter erzählte, sowie 2013 der Kurzgeschichtenband Angels in the Dark. Mit dem Spin Off-Roman Engelsnacht: Cams Geschichte, welcher die Nebenfigur Cam Briel aus der Hauptreihe zur Hauptfigur erhob, erschien 2015 das letzte Werk der Reihe.
2013 und 2014 veröffentlichte Kate zwei Romane und eine Novelle, welche gemeinsam die Teardrop-Reihe bilden; weitere Fantasy-Jugendbücher mit starken romantischen Themen. Der namensgebende erste Band erreichte ebenfalls eine Platzierung auf der NYT-Beststellerliste.
2019 erschien mit The Orphan's Song Kates erster historischer Liebesroman für Erwachsene, welcher im Venedig des 18. Jahrhunderts spielt. 2022 folgte mit By Any Other Name ein kontemporärer Liebesroman für Erwachsene, dessen Handlung laut eigener Aussage von Kates eigenen Erlebnissen inspiriert ist.
Kates Bücher wurden in insgesamt über 30 Sprachen übersetzt.

### Verfilmungen
Ihr Roman Engelsnacht wurde ab 2013 von Lotus Entertainment und Mayhem Pictures verfilmt und erschien 2017 mit mäßigen Bewertungen international im Kino.

## Bibliographie

### Fallen-Reihe
- Engelsnacht. cbt-Verlag, München 2010. ISBN 978-3-570-16063-3. (Original: Fallen. 2009)
- Engelsmorgen. cbt-Verlag, München 2011, ISBN 978-3-570-16078-7. (Original: Torment. 2010)
- Engelsflammen. cbt-Verlag, München 2012, ISBN 978-3-570-16079-4. (Original: Passion. 2011)
- Engelslicht. cbt-Verlag, München 2013, ISBN 978-3-570-16080-0. (Original: Rapture. 2012)
- Engelszeiten. cbt-Verlag, München 2014, ISBN 978-3-570-30928-5. (Novellensammlung. Original: Fallen In Love. 2012)
- Angels in the Dark. Delacorte Press, New York 2013. (Kurzgeschichtensammlung)
- Engelsnacht: Cams Geschichte. 2017, ISBN 978-3-641-19795-7 (Original: Unforgiven. 2015)

### Teardrop-Reihe
- Teardrop. cbt-Verlag, München 2014, ISBN 978-3-570-16277-4. (Original: Teardrop. 2013)
- Last Day of Love. RHCP Digital, London 2013.
- Waterfall. cbt-Verlag, München 2015. ISBN 978-3-641-15336-6 (Original: Waterfall. 2014)

### Einzelromane
- Das böse Spiel der Natalie Hargrove. cbt-Verlag, München 2012, ISBN 978-3-570-30799-1. (Original: The Betrayal of Natalie Hargrove. 2009)
- The Orphan’s Song. G.P. Putnam’s Sons, New York 2019. ISBN 978-0-7352-1257-2.
- By Any Other Name. G.P. Putnam’s Sons, New York 2022. ISBN 978-0-7352-1254-1.